# Tour de l'Horloge de Mostar
Pour les articles homonymes, voir Tour de l'Horloge.
La tour de l'Horloge est située en Bosnie-Herzégovine, sur le territoire de la ville de Mostar. Mentionnée pour la première fois en 1636, elle est inscrite sur la liste des monuments nationaux de Bosnie-Herzégovine.